# Bacille de Döderlein
Limosilactobacillus vaginalis, Lactobacillus vaginalis, Lactobacillus acidophilus vaginalis
Espèce
Synonymes
Lactobacillus vaginalis Embley et al. 1989
Le Bacille de Döderlein (Limosilactobacillus vaginalis) est une espèce de bactéries de la famille des Lactobacillaceae.
Les Bacilles de Döderlein étaient un ensemble de bactéries présentes naturellement dans la flore vaginale. Elles ont un effet protecteur contre la vaginose. Initialement, l'expression ne désignait que Lactobacillus vaginalis, mais des études ont mis en évidence la présence de nombreux autres Lactobacillus :  L. fermentum, L. plantarum, L. brevis, L. jensenii, L. casei, L. cellobiosus, L. leichmanii, L. delbrueckii et L. salivarius.  Lactobacillus vaginalis a été renommé Limosilactobacillus vaginalis en 2020.
Elle porte le nom du gynécologue allemand Albert Döderlein qui l'a découverte en 1892.
Le bacille de Döderlein est une bactérie saprophyte — qui se nourrit aux dépens des cellules mortes — de la cavité vaginale. Sa présence est signe de bonne santé. Son absence ouvre la porte à des infections opportunistes en particulier les mycoses.